# Kvalifikace na Mistrovství světa ve fotbale 1994 (AFC)
Kvalifikace na Mistrovství světa ve fotbale 1994 zóny AFC určila 2 účastníky finálového turnaje.
V první fázi bylo 30 celků rozlosováno do 6 skupin po 5 týmech, ve kterých se utkali dvoukolově na dvou centralizovaných místech. Vítězové skupin následně postoupili do druhé fáze, kde utvořili jednu šestičlennou skupinu, ve které se utkali jednokolově na jednom centralizovaném místě každý s každým. První dva týmy postoupily na MS.

## První fáze

### Skupina A
| Poř. | Tým       | Z | V | R | P | VG | IG | +/- | B  |
| ---- | --------- | - | - | - | - | -- | -- | --- | -- |
| 1    | Irák      | 8 | 6 | 1 | 1 | 28 | 4  | +24 | 13 |
| 2    | Čína      | 8 | 6 | 0 | 2 | 18 | 4  | +14 | 12 |
| 3    | Jemen     | 8 | 3 | 2 | 3 | 12 | 13 | -1  | 8  |
| 4    | Jordánsko | 8 | 2 | 3 | 3 | 12 | 15 | -3  | 7  |
| 5    | Pákistán  | 8 | 0 | 0 | 8 | 2  | 36 | -34 | 0  |

| Datum                    | Domácí    | Výsledek | Hosté     |
| ------------------------ | --------- | -------- | --------- |
| 22. května 1993, Irbid   | Jordánsko | 1 – 1    | Jemen     |
| 22. května 1993, Irbid   | Pákistán  | 0 – 5    | Čína      |
| 24. května 1993, Irbid   | Jordánsko | 1 – 1    | Irák      |
| 24. května 1993, Irbid   | Jemen     | 5 – 1    | Pákistán  |
| 26. května 1993, Irbid   | Jordánsko | 0 – 3    | Čína      |
| 26. května 1993, Irbid   | Jemen     | 1 – 6    | Irák      |
| 28. května 1993, Irbid   | Pákistán  | 0 – 8    | Irák      |
| 28. května 1993, Irbid   | Jemen     | 1 – 0    | Čína      |
| 30. května 1993, Irbid   | Jordánsko | 3 – 1    | Pákistán  |
| 30. května 1993, Irbid   | Irák      | 1 – 0    | Čína      |
| 12. června 1993, Chengdu | Jemen     | 1 – 1    | Jordánsko |
| 12. června 1993, Chengdu | Čína      | 3 – 0    | Pákistán  |
| 14. června 1993, Chengdu | Irák      | 4 – 0    | Jordánsko |
| 14. června 1993, Chengdu | Pákistán  | 0 – 3    | Jemen     |
| 16. června 1993, Chengdu | Čína      | 4 – 1    | Jordánsko |
| 16. června 1993, Chengdu | Irák      | 3 – 0    | Jemen     |
| 18. června 1993, Chengdu | Irák      | 4 – 0    | Pákistán  |
| 18. června 1993, Chengdu | Čína      | 1 – 0    | Jemen     |
| 20. června 1993, Chengdu | Pákistán  | 0 – 5    | Jordánsko |
| 20. června 1993, Chengdu | Čína      | 2 – 1    | Irák      |

Irák postoupil do druhé fáze.

### Skupina B
| Poř. | Tým       | Z | V | R | P | VG | IG | +/- | B |
| ---- | --------- | - | - | - | - | -- | -- | --- | - |
| 1    | Írán      | 6 | 3 | 3 | 0 | 15 | 2  | +13 | 9 |
| 2    | Sýrie     | 6 | 3 | 3 | 0 | 14 | 4  | +10 | 9 |
| 3    | Omán      | 6 | 2 | 2 | 2 | 10 | 5  | +5  | 6 |
| 4    | Tchaj-wan | 6 | 0 | 0 | 6 | 3  | 31 | -28 | 0 |
| 5    | Myanmar   | 0 | 0 | 0 | 0 | 0  | 0  | 0   | 0 |

| Datum                     | Domácí    | Výsledek | Hosté     |
| ------------------------- | --------- | -------- | --------- |
| 23. června 1993, Teherán  | Írán      | 0 – 0    | Omán      |
| 23. června 1993, Teherán  | Tchaj-wan | 0 – 2    | Sýrie     |
| 25. června 1993, Teherán  | Omán      | 0 – 0    | Sýrie     |
| 25. června 1993, Teherán  | Írán      | 6 – 0    | Tchaj-wan |
| 27. června 1993, Teherán  | Omán      | 2 – 1    | Tchaj-wan |
| 27. června 1993, Teherán  | Írán      | 1 – 1    | Sýrie     |
| 2. července 1993, Damašek | Omán      | 0 – 1    | Írán      |
| 2. července 1993, Damašek | Sýrie     | 8 – 1    | Tchaj-wan |
| 4. července 1993, Damašek | Sýrie     | 2 – 1    | Omán      |
| 4. července 1993, Damašek | Tchaj-wan | 0 – 6    | Írán      |
| 7. července 1993, Damašek | Tchaj-wan | 1 – 7    | Omán      |
| 7. července 1993, Damašek | Sýrie     | 1 – 1    | Írán      |

Írán postoupil do druhé fáze.

### Skupina C
| Poř. | Tým           | Z | V | R | P | VG | IG | +/- | B  |
| ---- | ------------- | - | - | - | - | -- | -- | --- | -- |
| 1    | Severní Korea | 8 | 7 | 1 | 0 | 19 | 6  | +13 | 15 |
| 2    | Katar         | 8 | 5 | 1 | 2 | 22 | 8  | +14 | 11 |
| 3    | Singapur      | 8 | 5 | 0 | 3 | 12 | 12 | 0   | 10 |
| 4    | Indonésie     | 8 | 1 | 0 | 7 | 6  | 19 | -13 | 2  |
| 5    | Vietnam       | 8 | 1 | 0 | 7 | 4  | 18 | -14 | 2  |

| Datum                    | Domácí        | Výsledek | Hosté         |
| ------------------------ | ------------- | -------- | ------------- |
| 9. dubna 1993, Dauhá     | Katar         | 3 – 1    | Indonésie     |
| 9. dubna 1993, Dauhá     | Severní Korea | 3 – 0    | Vietnam       |
| 11. dubna 1993, Dauhá    | Severní Korea | 2 – 1    | Singapur      |
| 11. dubna 1993, Dauhá    | Katar         | 4 – 0    | Vietnam       |
| 13. dubna 1993, Dauhá    | Severní Korea | 4 – 0    | Indonésie     |
| 13. dubna 1993, Dauhá    | Vietnam       | 2 – 3    | Singapur      |
| 16. dubna 1993, Dauhá    | Katar         | 4 – 1    | Singapur      |
| 16. dubna 1993, Dauhá    | Vietnam       | 1 – 0    | Indonésie     |
| 18. dubna 1993, Dauhá    | Indonésie     | 0 – 2    | Singapur      |
| 18. dubna 1993, Dauhá    | Katar         | 1 – 2    | Severní Korea |
| 24. dubna 1993, Singapur | Indonésie     | 1 – 4    | Katar         |
| 24. dubna 1993, Singapur | Vietnam       | 0 – 1    | Severní Korea |
| 26. dubna 1993, Singapur | Singapur      | 1 – 3    | Severní Korea |
| 26. dubna 1993, Singapur | Vietnam       | 0 – 4    | Katar         |
| 28. dubna 1993, Singapur | Indonésie     | 1 – 2    | Severní Korea |
| 28. dubna 1993, Singapur | Singapur      | 1 – 0    | Vietnam       |
| 30. dubna 1993, Singapur | Singapur      | 1 – 0    | Katar         |
| 30. dubna 1993, Singapur | Indonésie     | 2 – 1    | Vietnam       |
| 2. května 1993, Singapur | Singapur      | 2 – 1    | Indonésie     |
| 2. května 1993, Singapur | Severní Korea | 2 – 2    | Katar         |

Severní Korea postoupila do druhé fáze.

### Skupina D
| Poř. | Tým         | Z | V | R | P | VG | IG | +/- | B  |
| ---- | ----------- | - | - | - | - | -- | -- | --- | -- |
| 1    | Jižní Korea | 8 | 7 | 1 | 0 | 23 | 1  | +22 | 15 |
| 2    | Bahrajn     | 8 | 3 | 3 | 2 | 9  | 6  | +3  | 9  |
| 3    | Libanon     | 8 | 2 | 4 | 2 | 8  | 9  | -1  | 8  |
| 4    | Hongkong    | 8 | 2 | 1 | 5 | 9  | 19 | -10 | 5  |
| 5    | Indie       | 8 | 1 | 1 | 6 | 8  | 22 | -14 | 3  |

| Datum                   | Domácí      | Výsledek | Hosté       |
| ----------------------- | ----------- | -------- | ----------- |
| 7. května 1993, Bejrút  | Libanon     | 2 – 2    | Indie       |
| 7. května 1993, Bejrút  | Hongkong    | 2 – 1    | Bahrajn     |
| 9. května 1993, Bejrút  | Bahrajn     | 0 – 0    | Jižní Korea |
| 9. května 1993, Bejrút  | Libanon     | 2 – 2    | Hongkong    |
| 11. května 1993, Bejrút | Indie       | 1 – 2    | Hongkong    |
| 11. května 1993, Bejrút | Libanon     | 0 – 1    | Jižní Korea |
| 13. května 1993, Bejrút | Libanon     | 0 – 0    | Bahrajn     |
| 13. května 1993, Bejrút | Indie       | 0 – 3    | Jižní Korea |
| 15. května 1993, Bejrút | Hongkong    | 0 – 3    | Jižní Korea |
| 15. května 1993, Bejrút | Bahrajn     | 2 – 1    | Indie       |
| 5. června 1993, Soul    | Jižní Korea | 4 – 1    | Hongkong    |
| 5. června 1993, Soul    | Bahrajn     | 0 – 0    | Libanon     |
| 7. června 1993, Soul    | Indie       | 0 – 3    | Bahrajn     |
| 7. června 1993, Soul    | Jižní Korea | 2 – 0    | Libanon     |
| 9. června 1993, Soul    | Hongkong    | 1 – 2    | Libanon     |
| 9. června 1993, Soul    | Jižní Korea | 7 – 0    | Indie       |
| 11. června 1993, Soul   | Indie       | 1 – 2    | Libanon     |
| 11. června 1993, Soul   | Bahrajn     | 3 – 0    | Hongkong    |
| 13. června 1993, Soul   | Jižní Korea | 3 – 0    | Bahrajn     |
| 13. června 1993, Soul   | Hongkong    | 1 – 3    | Indie       |

Jižní Korea postoupila do druhé fáze.

### Skupina E
| Poř. | Tým            | Z | V | R | P | VG | IG | +/- | B  |
| ---- | -------------- | - | - | - | - | -- | -- | --- | -- |
| 1    | Saúdská Arábie | 6 | 4 | 2 | 0 | 20 | 1  | +19 | 10 |
| 2    | Kuvajt         | 6 | 3 | 2 | 1 | 21 | 4  | +17 | 8  |
| 3    | Malajsie       | 6 | 2 | 2 | 2 | 16 | 7  | +9  | 6  |
| 4    | Macao          | 6 | 0 | 0 | 6 | 1  | 46 | -45 | 0  |
| 5    | Nepál          | 0 | 0 | 0 | 0 | 0  | 0  | 0   | 0  |

| Datum                        | Domácí         | Výsledek | Hosté          |
| ---------------------------- | -------------- | -------- | -------------- |
| 1. května 1993, Kuala Lumpur | Macao          | 0 – 6    | Saúdská Arábie |
| 1. května 1993, Kuala Lumpur | Malajsie       | 1 – 1    | Kuvajt         |
| 3. května 1993, Kuala Lumpur | Macao          | 1 – 10   | Kuvajt         |
| 3. května 1993, Kuala Lumpur | Malajsie       | 1 – 1    | Saúdská Arábie |
| 5. května 1993, Kuala Lumpur | Kuvajt         | 0 – 0    | Saúdská Arábie |
| 5. května 1993, Kuala Lumpur | Malajsie       | 9 – 0    | Macao          |
| 14. května 1993, Rijád       | Kuvajt         | 2 – 0    | Malajsie       |
| 14. května 1993, Rijád       | Saúdská Arábie | 8 – 0    | Macao          |
| 16. května 1993, Rijád       | Kuvajt         | 8 – 0    | Macao          |
| 16. května 1993, Rijád       | Saúdská Arábie | 3 – 0    | Malajsie       |
| 18. května 1993, Rijád       | Macao          | 0 – 5    | Malajsie       |
| 18. května 1993, Rijád       | Saúdská Arábie | 2 – 0    | Kuvajt         |

Saúdská Arábie postoupila do druhé fáze.

### Skupina F
| Poř. | Tým       | Z | V | R | P | VG | IG | +/- | B  |
| ---- | --------- | - | - | - | - | -- | -- | --- | -- |
| 1    | Japonsko  | 8 | 7 | 1 | 0 | 28 | 2  | +26 | 15 |
| 2    | SAE       | 8 | 6 | 1 | 1 | 19 | 4  | +15 | 13 |
| 3    | Thajsko   | 8 | 4 | 0 | 4 | 13 | 7  | +6  | 8  |
| 4    | Bangladéš | 8 | 2 | 0 | 6 | 7  | 28 | -21 | 4  |
| 5    | Srí Lanka | 8 | 0 | 0 | 8 | 0  | 26 | -26 | 0  |

| Datum                 | Domácí    | Výsledek | Hosté     |
| --------------------- | --------- | -------- | --------- |
| 8. dubna 1993, Tokio  | Japonsko  | 1 – 0    | Thajsko   |
| 8. dubna 1993, Tokio  | Srí Lanka | 0 – 4    | SAE       |
| 11. dubna 1993, Tokio | Japonsko  | 8 – 0    | Bangladéš |
| 11. dubna 1993, Tokio | Thajsko   | 1 – 0    | Srí Lanka |
| 13. dubna 1993, Tokio | Srí Lanka | 0 – 1    | Bangladéš |
| 13. dubna 1993, Tokio | Thajsko   | 0 – 1    | SAE       |
| 15. dubna 1993, Tokio | Japonsko  | 5 – 0    | Srí Lanka |
| 15. dubna 1993, Tokio | Bangladéš | 0 – 1    | SAE       |
| 18. dubna 1993, Tokio | Japonsko  | 2 – 0    | SAE       |
| 18. dubna 1993, Tokio | Thajsko   | 4 – 1    | Bangladéš |
| 28. dubna 1993, Dubaj | Thajsko   | 0 – 1    | Japonsko  |
| 28. dubna 1993, Dubaj | SAE       | 3 – 0    | Srí Lanka |
| 30. dubna 1993, Dubaj | Bangladéš | 1 – 4    | Japonsko  |
| 30. dubna 1993, Dubaj | SAE       | 2 – 1    | Thajsko   |
| 3. května 1993, Dubaj | SAE       | 7 – 0    | Bangladéš |
| 3. května 1993, Dubaj | Srí Lanka | 0 – 3    | Thajsko   |
| 5. května 1993, Dubaj | Bangladéš | 1 – 4    | Thajsko   |
| 5. května 1993, Dubaj | Srí Lanka | 0 – 6    | Japonsko  |
| 7. května 1993, Dubaj | Bangladéš | 3 – 0    | Srí Lanka |
| 7. května 1993, Dubaj | SAE       | 1 – 1    | Japonsko  |

Japonsko postoupilo do druhé fáze.

## Druhá fáze
| Poř. | Tým            | Z | V | R | P | VG | IG | +/- | B |
| ---- | -------------- | - | - | - | - | -- | -- | --- | - |
| 1    | Saúdská Arábie | 5 | 2 | 3 | 0 | 8  | 6  | +2  | 7 |
| 2    | Jižní Korea    | 5 | 2 | 2 | 1 | 9  | 4  | +5  | 6 |
| 3    | Japonsko       | 5 | 2 | 2 | 1 | 7  | 4  | +3  | 6 |
| 4    | Irák           | 5 | 1 | 3 | 1 | 9  | 9  | 0   | 5 |
| 5    | Írán           | 5 | 2 | 0 | 3 | 8  | 11 | - 3 | 4 |
| 6    | Severní Korea  | 5 | 1 | 0 | 4 | 5  | 12 | - 7 | 2 |

| Datum                 | Domácí         | Výsledek | Hosté          |
| --------------------- | -------------- | -------- | -------------- |
| 15. října 1993, Dauhá | Severní Korea  | 3 – 2    | Irák           |
| 15. října 1993, Dauhá | Saúdská Arábie | 0 – 0    | Japonsko       |
| 16. října 1993, Dauhá | Írán           | 0 – 3    | Jižní Korea    |
| 18. října 1993, Dauhá | Severní Korea  | 1 – 2    | Saúdská Arábie |
| 18. října 1993, Dauhá | Japonsko       | 1 – 2    | Írán           |
| 19. října 1993, Dauhá | Irák           | 2 – 2    | Jižní Korea    |
| 21. října 1993, Dauhá | Severní Korea  | 0 – 3    | Japonsko       |
| 22. října 1993, Dauhá | Írán           | 1 – 2    | Irák           |
| 22. října 1993, Dauhá | Jižní Korea    | 1 – 1    | Saúdská Arábie |
| 24. října 1993, Dauhá | Irák           | 1 – 1    | Saúdská Arábie |
| 25. října 1993, Dauhá | Japonsko       | 1 – 0    | Jižní Korea    |
| 25. října 1993, Dauhá | Írán           | 2 – 1    | Severní Korea  |
| 28. října 1993, Dauhá | Jižní Korea    | 3 – 0    | Severní Korea  |
| 28. října 1993, Dauhá | Saúdská Arábie | 4 – 3    | Írán           |
| 28. října 1993, Dauhá | Irák           | 2 – 2    | Japonsko       |

Týmy  Saúdská Arábie a  Jižní Korea postoupily na Mistrovství světa ve fotbale 1994.